# Brezovica pri Medvodah
Brezovica pri Medvodah je naselje v Občini Medvode.